# Ванвингарден, Эндрю
Эндрю Уэллс Ванвингарден (род. 1 февраля 1983, Колумбия, Миссури) — американский музыкант; ведущий вокалист, гитарист и автор песен группы MGMT, получивший похвалу за (согласно журналу Interview Magazine) «сверхъестественное умение создавать поп-музыку, которая звучит так, как будто она фильтруется через калейдоскоп». Одна из его (и соучредителя MGMT Бенджамина Голдвассера) песен Kids (из альбома Oracular Spectacular) была номинирована на премию «Грэмми» за лучшее поп-исполнение дуэта или группы с вокалом, а дуэт был номинирован в категории «Лучший новый исполнитель».

## Биография
Эндрю Ванвингарден родился в Колумбии, штат Миссури, вырос в Мемфисе, штат Теннеси, где он учился в Лозаннской университетской школе и Средней школе Уайт-Стейшн. Его отец, Брюс Ванвингарден, редактор газеты Memphis Flyer. Эндрю с теплотой вспоминает свои детские годы в Мемфисе, особенно рыбалка и походы с отцом. «Я всегда очень любил природу и океан. Мои друзья и я хотели выйти с сетками и сделать маленькие аквариумы с существами, которые мы найдём», — сказал он. Он был активным, его семья часто ездила на каноэ, ходила в походы и на рыбалку.
Один из его первых музыкальных опытов был когда он слушал как его отец играл песню Pinball Wizard британской рок-группы The Who на его электрогитаре . В седьмом классе, он получил гитару и сразу начал играть. В том же году он выиграл конкурс в Лозанне, играя песню Under the Bridge группы Red Hot Chili Peppers. Он был под влиянием музыки, которую слушал вместе с его сестрой, Nirvana, Ween и Phish в частности, и часто слушал на чердаке родителей альбомы Нила Янга, Боба Дилана, The Rolling Stones и других. С тех пор, всё, что он когда-либо хотел на Рождество, — были музыкальные инструменты, в будущем он хотел барабан и банджо.

## MGMT
Голдвассер и Ванвингарден сформировали группу, когда учились на первом курсе Уэслианского университета. «Мы не собирались создавать группу», поправляет Голдвассер. «Мы просто общались и демонстрировали друг другу музыку, которая нам нравилась». Их первый релиз ещё под сценическим именем The Management был выпущен в 2004 году и назывался «We (Don’t) Care EP». Позже они стали экспериментировать с нойз-роком и электроникой, а критик Дэвид Марчиз из журнала Spin даже окрестил их стиль как психоделический поп.